# Административное деление Гамбии

Районы Гамбии

Гамбия разделена на один город и 5 округов (англ. division) (в скобках административные центры):
1. Нижняя Река (англ. Lower River) (Манса-Конко)
2. Центральная Река (англ. Central River) (Яньянбуре)
3. Северный Берег (англ. North Bank) (Кереван)
4. Верхняя Река (англ. Upper River) (Бассе-Санта-Су)
5. Западный округ (англ. Western Division) (Брикама)
6. Банжул (англ. Banjul) — город.

В то же время территория Гамбии разделена на восемь Районов местного управления. Так называемый Большой Банжул разделяется на два района местного управления: непосредственно Банжул и Канифинг. Центральная Река также делится на две части: Яньянбуре и Кунтаур. Все остальные округа не разделяются. Районы местного самоуправления в свою очередь разделены на 43 района (англ. district), один из которых — Северный Комбо (Комбо Сент Мэри) является частью Большого Банжула.

## Округа Гамбии
Данные о населении и плотности согласно переписи 2013 года
| № | Округ            | Провинция (English) | Административный центр | Площадь, км² | Население, чел. (2013) | Плотность, чел./км² |
| - | ---------------- | ------------------- | ---------------------- | ------------ | ---------------------- | ------------------- |
| 1 | Нижняя Река      | Lower River         | Манса-Конко            | 1 618        | 82 361                 | 50,9                |
| 2 | Центральная Река | Central River       | Яньянбуре              | 2 895        | 226 018                | 78,25               |
| 3 | Северный Берег   | North Bank          | Кереван                | 2 256        | 221 054                | 98,0                |
| 4 | Верхняя Река     | Upper River         | Бассе-Санта-Су         | 2 070        | 239 916                | 115,9               |
| 5 | Западный район   | Western Division    | Брикама                | 1 764        | 699 704                | 396,06              |
| 6 | Банжул           | Banjul              | Банжул                 | 88           | 413 397                | 3808,45             |
|   | Всего            |                     |                        | 10 698       | 1 882 450              | 176,1               |

### Банжул

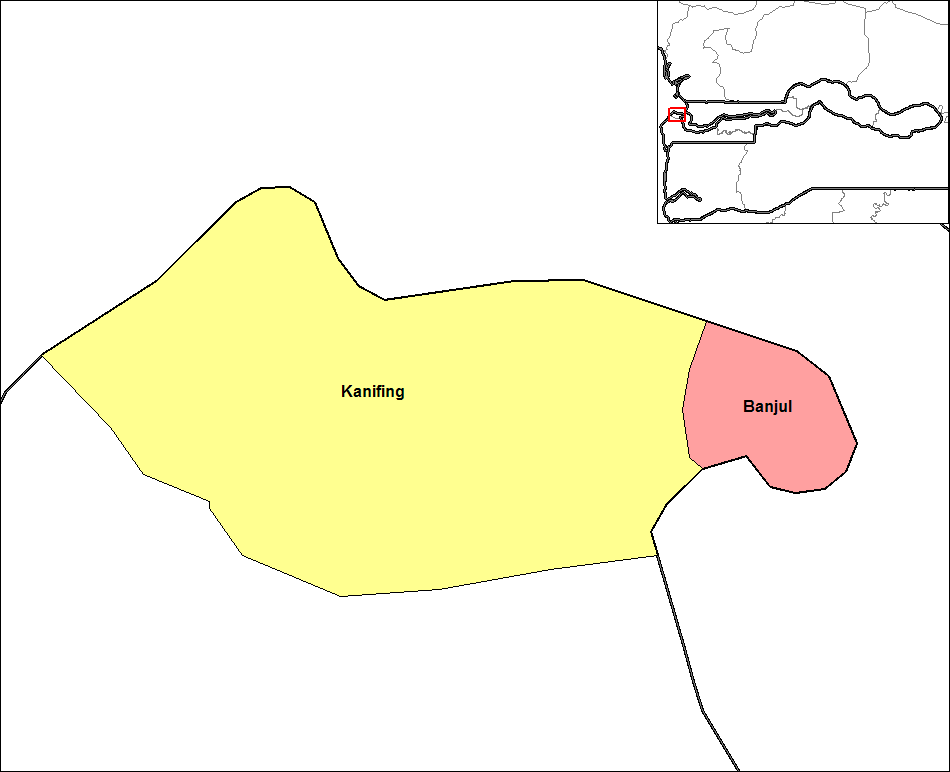
Районы города Банжул

- Банжул
- Канифинг

### Центральная Река

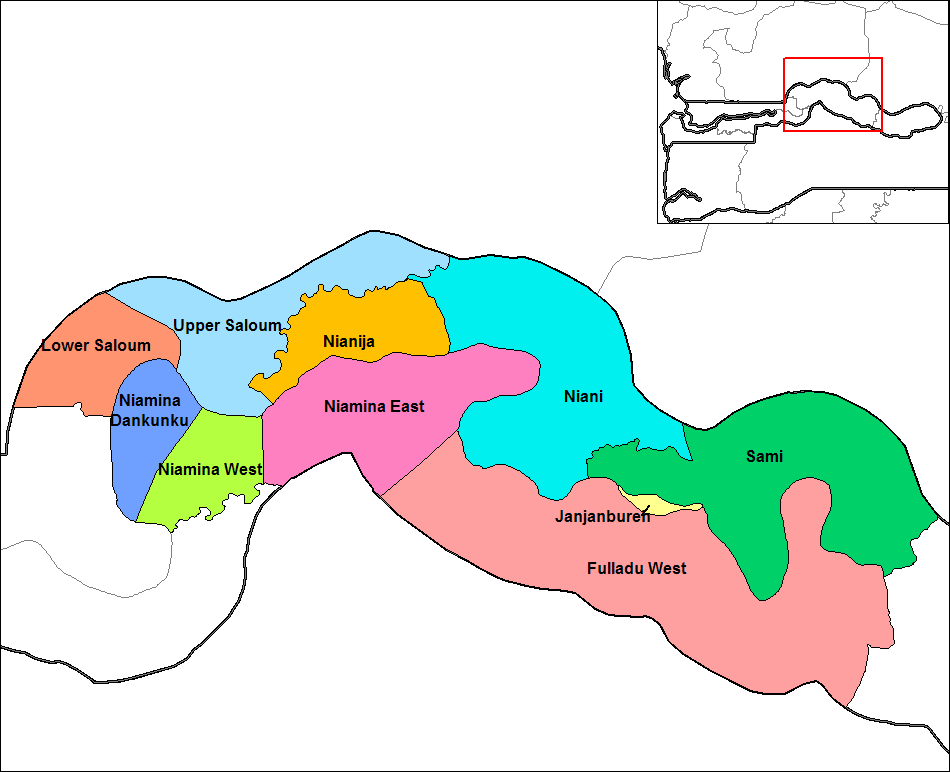
Районы округа Центральная Река

- Западный Фулладу
- Яньянбуре
- Нижний Салум
- Ньямина Данкунку
- Восточный Ньямина
- Западный Ньямина
- Ньяни
- Ньянья
- Сами
- Верхний Салум

### Нижняя Река

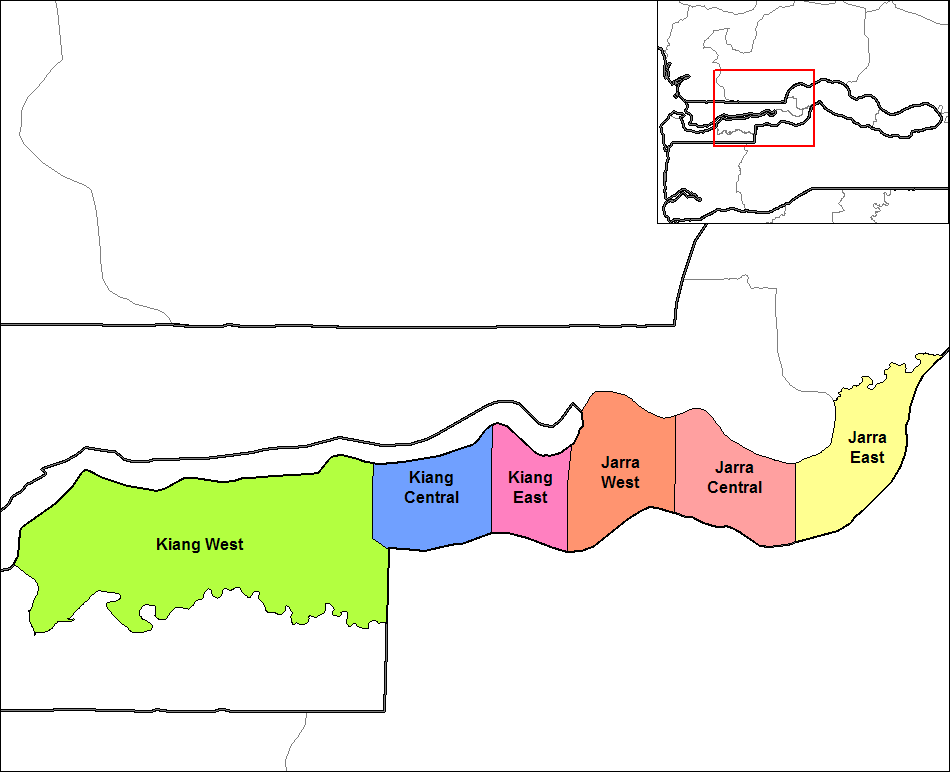
Районы округа Нижняя Река

- Центральный Ярра
- Восточный Ярра
- Западный Ярра
- Центральный Кьянг
- Восточный Кьянг
- Западный Кьянг

### Северный Берег

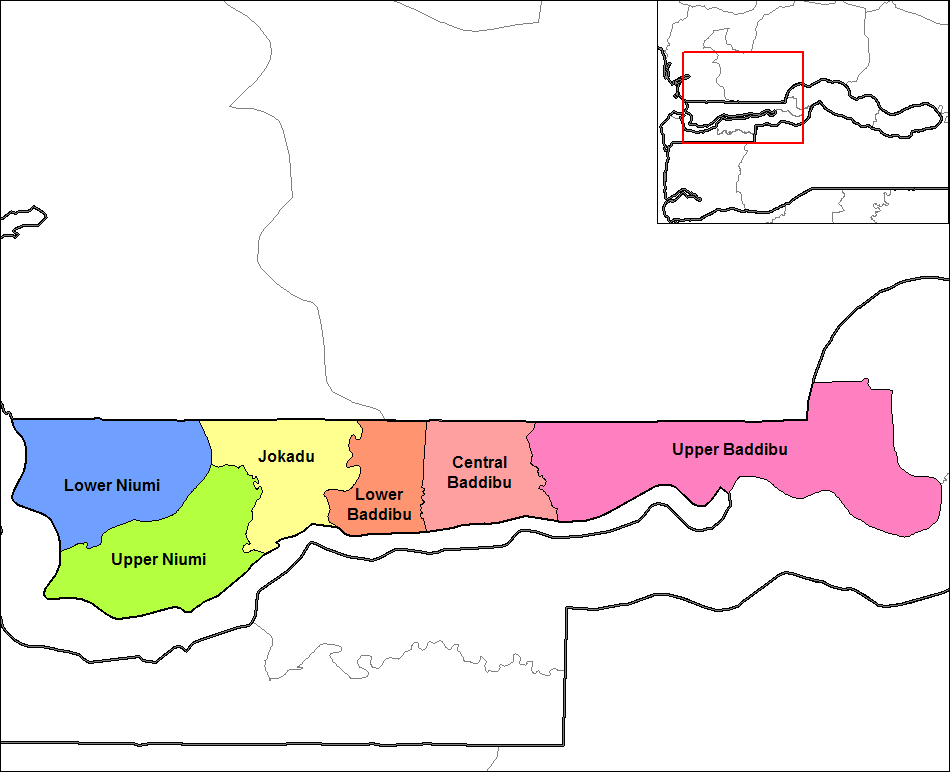
Районы округа Северный Берег

- Центральный Баддибу
- Йокаду
- Нижний Баддибу
- Нижний Ньюму
- Верхний Баддибу
- Верхний Ньуму

### Верхняя Река

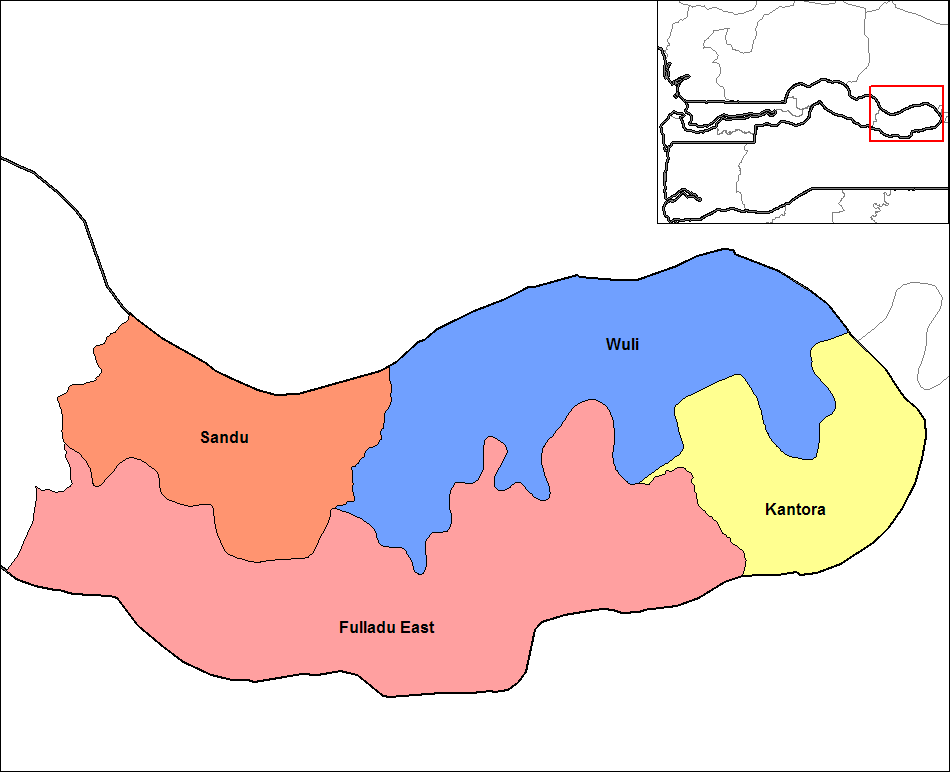
Районы округа Верхняя Река

- Восточный Фулладу
- Кантора
- Санду
- Вули

### Западный район

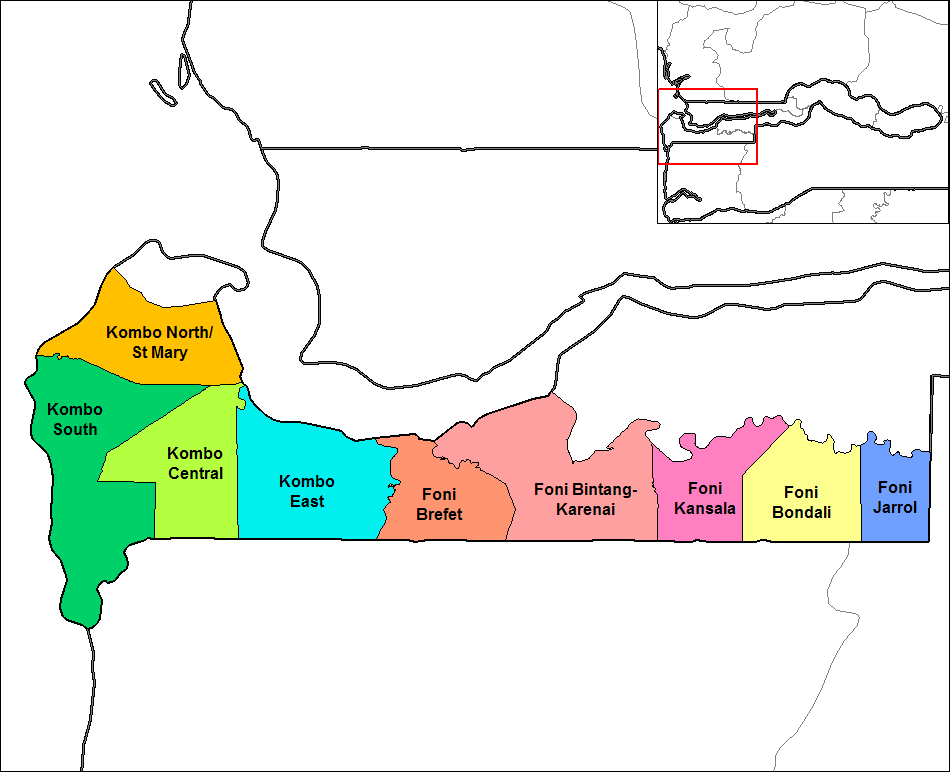
Районы округа Западного района

- Фони Бинтанг-Каренаи
- Фони Бондали
- Фони Брефет
- Фони Яррол
- Фони Кансала
- Центральный Комбо
- Восточный Комбо
- Северный Комбо (Комбо-Сент-Мэри)
- Южный Комбо